# グアダルーペカラカラ
グアダルーペカラカラ（学名:Caracara lutosus）は、ハヤブサ目ハヤブサ科に分類される鳥。ハヤブサ科としては大型で、地元ではグアダルーペワシと呼ばれていた。

## 分布
バハ・カリフォルニア半島西方沖約300kmのグアダルーペ島だけに生息していた固有種だが、すでに絶滅した。

## 絶滅への過程
1700年から島でヤギの放牧が始められると、子ヤギを襲う害鳥とされて（現生のカラカラの獲物には、子ヒツジや子ワニさえも含まれる。グアダルーペカラカラも実際に子ヤギを襲ったのかどうかは資料によって記述がわかれている）グアダルーペカラカラは毒や銃で駆除されるようになった。小さな島ではグアダルーペカラカラを脅かす動物はそれまで存在せず、警戒心の薄いグアダルーペカラカラはあっさり撃ち取られた。数が少なくなると博物館、鳥類学者、収集家などが標本を手に入れようとして奔走し、ますます減少に拍車がかかった（オオウミガラスやアメリカハシジロキツツキと同じパターンである）。1897年には、1羽100ドルの値が付けられた。1900年12月1日、11羽のグアダルーペカラカラの群れが鳥類学者によって発見され、9羽が標本用に撃ち落とされた。それ以降、グアダルーペカラカラを見たものは誰もおらず、1911年絶滅とされている。